# قائمة الكهوف في الأردن
فيما يلي قائمة الكهوف في الأردن:
| الرقم | الاسم                      | صورة | إحداثيات                                        | الموقع / المحافظة | ملاحظة |
| ----- | -------------------------- | ---- | ----------------------------------------------- | ----------------- | --- |
| 1     | كهف الرقيم                 |      | 31°53′34″N 35°59′10″E / 31.892698°N 35.986237°E | عمان              | هو أحد أهم الكهوف الدينية والأثرية في الأردن حيث يُعتقد أن فتية الكهف (أو النيام السبعة) قد مكثوا في هذا الكهف هربا من بطش الإمبراطور ديقيانوس عام 250م. وقد أجمع مجمع الفقه الإسلامي ومنظمة الأمم المتحدة للتربية والعلوم والثقافة (اليونسكو) للتراث العالمي على أن كهف الأردن هو المكان المشار إليه في القرآن، كما عُثر هناك على كتابات كوفية، وعباسية، ولاتينية تشير إلى أنه كهف الفتية.                      |
| 2     | كهف (معمودية) السيد المسيح |      | 31°56′55″N 35°46′39″E / 31.948617°N 35.777462°E | عمان              | وهو (كما تذكر بعض الاناجيل القديمة) الكهف الذي لجأ اليه السيد المسيح واتباعه بإسم تيرو. يقع هذا الكهف في منطقة عراق الامير غرب العاصمة عمان. واجريت فيه أعمال تنقيبات أثرية ادت إلى اكتشاف كنيسة بيزنطية داخله كما عُثر على مقابر كبرى امتدت في تاريخها من العصور البرونزية والكلاسيكية والإسلامية وكنز المسكوكات الفضية التي ترجع للعصر الهلنستي .وتم الكشف عن بركة مياه مزخرفة كانت تستخدم لأغراض طقوس دينية. |
| 3     | مغارة برقش                 |      | 32°26′13″N 35°44′37″E / 32.436949°N 35.743725°E | إربد              | تقع في مدينة برقش في غابات برقش التابعة لمحافظة إربد يُقدر عمرها بـ 4 ملايين عام. تتألف هذه المَغارة من عدد من التجاويف والمَمرات الصخرية الضيقة الطويلة المُرتبطة ببعضها البعض في شبكات مُعقدة، اكتشفت للمرة الأولى عام 1995. |
| 4     | كهف أبو الكرسي             |      |                                                 | المفرق            | |
| 5     | كهف النبي لوط              |      | 31°02′50″N 35°30′10″E / 31.047094°N 35.502690°E | الكرك             | سُمي بهذا الاسم نسبه إلى النبي لوط (ابن أخ النبي إبراهيم) حيث التجأ إليه بعد تدمير سدوم وعمورة. يعتقد الباحثون أن النبي لوط عاش فيه قبل أكثر من خمسة آلاف سنة. كما يعتقد الباحثون أيضا أن ابني النبي لوط (مؤاب وعمون) قد ولدا فيه. |
| 6     | كهف العاصي                 |      | 31°50′07″N 35°55′18″E / 31.835240°N 35.921531°E | اليادودة / عمان   | تبلغ مساحته 2000 متر ويضم أقبية ومدافن ومدينة متكاملة من قاعات ومعابد لعصور مختلفة وكنيسة صغيرة كانت تستعمل للتعبد أيام اضطهاد نيرون للمسيحيين ومواقع لمحكمة وأدراج وسجن. يضم الكهف قطعا أثرية تتكون من فخاريات ومعاصر وجواريش وتماثيل وأعمدة كورنثية مع تيجانها وأدوات زراعية من عصور مختلفة وقرب ماء قديمة مصنوعة من الجلود .                                                                                |
| 7     | عراق الدب                  |      | 32°22′45″N 35°43′56″E / 32.379218°N 35.732169°E | إربد              | بدأت عمليات الاستشكاف في سنة 1989، ومن المكتشفات المهمة داخل الكهف مدفنين بشريين تحت الأرضيات السكنية؛ إحتوى المدفن الأول على هيكل بشري لإنسان بالغ بوضعية الاستلقاء على الظهر والمدفن الثاني لذكر بالغ بوضعية القرفصاء ولم يحتو أي من المدفنين على أي مرفقات جنائزية وتقع في مدينة برقش - إربد في قرية جديتا.                                                                                                 |